# Theodor von Bismarck-Bohlen
Theodor Karl Alexander Friedrich Philipp Graf von Bismarck-Bohlen, ursprünglich: von Bismarck (* 11. Juni 1790 in Schönhausen (Elbe); † 1. Mai 1873 in Karlsburg (Vorpommern)) war ein preußischer Generalleutnant.

## Leben

### Herkunft
Theodor von Bismarck-Bohlen war der Sohn des Hauptmann im 1. Elb-Landwehr-Infanterieregiment Ernst Friedrich Alexander von Bismarck (1763–1820) und Luise Henriette Dorothea, geborene von Miltitz (1771–1805). Fürst Otto von Bismarck war ein Vetter ersten Grades von Theodor Bismarck-Bohlen.

### Werdegang
Bismarck besuchte die Schule Kloster Berge, bevor er 1805 als Fähnrich ins I. Bataillon Garde der Preußischen Armee eintrat. 1806 nahm er an der Schlacht von Auerstädt teil und geriet dort mit dem Korps „Hohenlohe“ zunächst in Kriegsgefangenschaft. Er avancierte mit Patent von 1807 im Jahre 1809 zum Sekondeleutnant im Regiment Garde zu Fuß, wo er 1813 zum Premierleutnant aufstieg. Während der Befreiungskriege wurde er in der Schlacht bei Großgörschen schwer verwundet, kämpfe weiterhin u. a. vor Dresden, Leipzig, Paris, wo er erneut verwundet wurde. Für Großgörschen hatte er das Eiserne Kreuz II. Klasse erhalten. Nach seiner Beförderung zum Kapitän und Kompaniechef im 29. Infanterie-Regiment zeichnete er sich in der Schlacht bei Ligny aus und erhielt das Eiserne Kreuz I. Klasse. Neben weiteren Gefechten nahm er auch an der Schlacht bei Belle Alliance teil. Noch 1815 wechselte er zum 33. Infanterie-Regiment. 1819 stieg er zum Major auf, wechselte 1820 zum 34. Infanterie-Regiment und erhielt schließlich 1828, da sein Schwiegervater gestorben war und er das Landgut verwalten musste, seinen Abschied als Oberstleutnant mit der Erlaubnis zum Tragen der Regimentsuniform.
Bismarck wurde 1830 Führer des 2. Aufgebots beim III. Bataillon im 2. Landwehr-Regiment und Ritter des Johanniterordens. Nachdem er 1843 zum Oberst aufstieg, wurde er 1851 von dem Verhältnis bei der Landwehr entbunden, jedoch à la suite beim III. Bataillon weitergeführt. 1854 erhielt er seinen abermaligen Abschied als Generalmajor. Er erhielt 1863 den Charakter als Generalleutnant und anlässlich des 50. Jahrestages der Schlacht bei Großgörschen wurde ihm ebenfalls 1863 der Rote Adlerorden I. Klasse verliehen.
Bereits 1832 wurde Bismarck als Abgeordneter der Ritterschaft des Greifswalder Kreises in den Provinziallandtag der Provinz Pommern und in den Kommunallandtag von Neuvorpommern und Rügen gewählt. 1842 wurde er zum Landtagsmarschall ernannt. Er gehörte 1847 dem Vereinigten Landtag an. Die Kommunalstände wählten ihn 1851 zum Landkasten-Bevollmächtigten.

### Familie
Als sein Regiment nach dem Übergang Schwedisch-Pommerns an Preußen 1816 nach Stralsund verlegt wurde, lernte er dort die Gräfin Caroline von Bohlen kennen, die er 1817 heiratete. Am 21. Februar 1818 wurde er auf Antrag seines Schwiegervaters, des kurfürstlich hessischen Hofmarschalls Carl Ludwig Wilhelm Graf von Bohlen, nach dessen Ableben durch König Friedrich Wilhelm III. von Preußen, verbunden mit der Namens- und Wappenvereinigung zu Bismarck-Bohlen in den Grafenstand erhoben. Aus der Ehe gingen drei Kinder hervor:
- Friedrich Alexander (1818–1894), preußischer General der Kavallerie und Generalgouverneur im Elsass ⚭ Pauline von Below (1825–1889)
- Karoline (1819–1908)[5] ⚭ 16. Juni 1837 Hermann von Malortie (1807–1866)
- Karl (1832–1878)[6], preußischer Rittmeister, Legationsrat im Bundeskanzleramt[7]

Nach dem Tod seiner Frau ließ er 1858 die Grabkapelle Steinfurth als Familienbegräbnisstätte errichten.